# ソール・スタインバーグ
ソール・スタインバーグ（Saul Steinberg, 1914年6月15日 - 1999年5月12日）は、ルーマニア生まれのアメリカ合衆国の漫画家でイラストレーター。日本ではスタインベルグとも表記。
その知的で洗練されたスタイルで一コマ漫画の世界に革命を起こす。主に『ニューヨーカー』誌で活躍した。

## 略歴
ルーマニアのルムニク・サラト Râmnicu Sărat （ブザウ県）でユダヤ人の家庭に生まれ、ブカレスト大学で1年だけ哲学を学んだ後、イタリアのミラノ工科大学に転じて建築を専攻、1940年に卒業した。ミラノでは諷刺雑誌『ベルトルド』に積極的に関与したが、1942年、ファシスト政権下の反ユダヤ的なイタリアを逃れて渡米。
『ニューヨーカー』誌のために表紙を85回描き、漫画やイラストを642点発表した。中でも有名なのは、同誌1976年3月29日号の表紙となったイラスト「9番街からの世界観」で、ニューヨーク市民の独善性を皮肉った内容となっている。
アメリカやヨーロッパで何度も個展を開き、漫画家とアーティストの双方に属する、ほぼ初めての作家となった。
日本でも久里洋二や鈴木義司、藤子不二雄、真鍋博、古川タク、柳原良平、横山泰三、和田誠など多くの漫画家・イラストレーターに影響を与えた。

## 邦訳書
- 新しい世界 みすず書房　1970年